# Barragem da Bouçã
A Barragem da Bouçã, localizada na freguesia da Graça, Concelho de Pedrogão Grande, foi construída no Rio Zêzere, junto à pequena localidade da Bouçã, a jusante da barragem do Cabril e a montante da barragem do Castelo de Bode. A construção foi terminada em 1955.

## Outras características técnicas
- Altura da barragem: 63 m (coroamento à cota de 181m, com 175 m de comprimento)
- Volume total de betão: 70 000 m³
- Área da bacia hidrográfica – 2.525 km²
- Nível de pleno armazenamento - 175 m
- Área inundada ao nível de pleno armazenamento – 5.000.000 m²

A barragem dispõe de um descarregador central de cheias está localizado ao centro, permitindo um caudal máximo descarregado de 2 200 m³/seg. A descarga de fundo é em túnel e está localizado na margem direita. Permite um caudal máximo de 200 m³/s.
A central hidroeléctrica é do tipo pé-de-barragem". É composta por dois grupos do tipo eixo vertical, com uma potência total instalada de 50 (44) MW, capazes de produzir em ano médio cerca de 157,2 (153,2) GWh.